# Elisabeth Grabowski

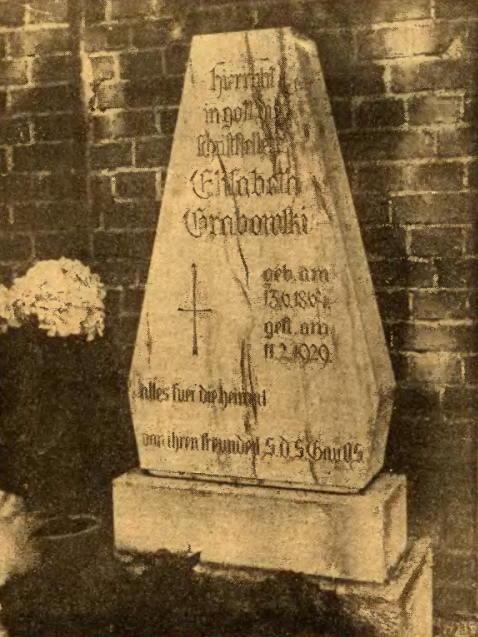
Grób pisarki w Opolu (rok 1934 lub wcześniej)

Elisabeth Grabowski (ur. 13 kwietnia 1864 w Raciborzu, zm. 11 lutego 1929 w Opolu) – poetka, pisarka, folklorystka oraz katolicka działaczka społeczna.

## Życiorys
Dzieciństwo spędziła w swoim rodzinnym mieście. Po śmierci rodziców, których straciła bardzo wcześnie, wyjechała z rodziną na Węgry. Po kilku latach przeniosła się do Berlina, by ostatecznie osiąść na stałe w Opolu. W swym pisarstwie zajmowała się głównie Górnym Śląskiem i jego problemami społecznymi, politycznymi i ekonomicznymi.
W 1909 ukazała się jej pierwsza pozycja „Der Weiser Adler” („Biały orzeł”), następnie „Haldenkinder” („Dzieci Hałdy” 1912), „Land und Leute in Oberschlesien” („Ludzie i kraj na Górnym Śląsku” 1913), „Wanderung durch Oberschlesiens Städte” („Wędrówka przez miasta górnośląskie” 1917). 
Pochowana na cmentarzu przy obecnej ulicy Wrocławskiej w Opolu. Nagrobek na jej grobie został ufundowany przez Schutzverband Deutscher Schriftsteller (Stowarzyszenie Opieki nad Niemieckimi Pisarzami).